# Calvas
Cet article possède des paronymes, voir Calva et Calvat.
Calvas est un canton d'Équateur situé dans la province de Loja.